# Hot (Avril Lavigne)
"Hot" je treći singl američke pjevačice Avril Lavigne s trećeg studijskog albuma The Best Damn Thing. Pjesmu su napisali Lavigne i Evan Taubenfeld, a producirao ju je Dr. Luke.
Japanska verzija pjesme je objavljena kao ringtone u Japanu, s japanskim tekstom pjesme zamjenjujući refren. Za Kinu je snimljena verzija pjesme koja ima refren na mandarinskom jeziku. Na Youtubu je video pregledan više od 25 milijuna puta.

## Uspjeh na top ljestvicama
Pjesma je debitirala na broju 95 američke Billboard Hot 100 ljestvice, dva mjeseca nakon objavljivanja, i time postala njen drugi najslabije plasirani singl. Pjesma se zadržala samo jedan tjedan na ljestvici. Njen, najslabije plasirani singl je "Fall to Pieces" koji je dospio na broj 6 Billboard Bubbling Under Hot 100 ljestvice.
U Kanadi je pjesma debitirala na broju 24 kanadske radijske ljestvice i na broju 84 Canadian Hot 100 ljestvice. Najviša pozicija na kojem se pjesma našla je bio broj 3 na radijskoj i broj 10 na službenoj ljestvici. Krajem godine, pjesma je bila ma 57. mjestu po broju prodanih primjeraka u Kanadi.
U Australiji je pjesma dobila puno radijske promocije, a debitirala je na broju je 42 australske ljestvice. Sljedeći tjedan se popela do broja 24, a najviša pozicija je bila broj 14. "Hot" je prodan u više od 35.000 primjeraka i dobio zlatnu certifikaciju.
Pjesma je u Ujedinjenom Kraljevstvu debitirala na 51. mjestu, nakon službenog objavljivanja plasirala se na 30. mjestu ali je sljedećeg tjedna pala do 33. mjesta. To je njen najslabije plasirami singl nakon pjesme "Nobody's Home" koja je debitirala na 24. mjestu.

## Popis pjesama
Japanski i australski CD singl
| Br. | Skladba                                      | Trajanje |
| --- | -------------------------------------------- | -------- |
| 1.  | »Hot«                                        | 3:23     |
| 2.  | »When You're Gone« (akustična verzija)       | 3:58     |
| 3.  | »Girlfriend« (Dr. Luke Remix feat. Lil Mama) | 3:24     |

Britanski CD singl
| Br. | Skladba                               | Trajanje |
| --- | ------------------------------------- | -------- |
| 1.  | »Hot«                                 | 3:23     |
| 2.  | »I Can Do Better« (akustična verzija) | 3:39     |

Japanski iTunes singl
| Br. | Skladba                               | Trajanje |
| --- | ------------------------------------- | -------- |
| 1.  | »Hot«                                 | 3:23     |
| 2.  | »I Can Do Better« (akustična verzija) | 3:39     |
| 3.  | »Hot« (Japanska verzija)              | 3:23     |

## Top liste
| Top lista (2007.)     | Najviša pozicija |
| --------------------- | ---------------- |
| Australija            | 14               |
| Austrijat             | 17               |
| Češka                 | 10               |
| Irska                 | 19               |
| Izrael                | 3                |
| Kanada                | 10               |
| Nizozemska            | 15               |
| Njemačka              | 26               |
| Novi Zeland           | 30               |
| Rusija                | 40               |
| Švedska               | 53               |
| Švicarska             | 61               |
| Turska                | 8                |
| UK                    | 30               |
| SAD Billboard Hot 100 | 95               |
| SAD Billboard Pop 100 | 64               |

## Povijest izdanja
| Država                 | Datum               |
| ---------------------- | ------------------- |
| Kanada                 | 2. listopada 2007.  |
| SAD                    | 2. listopada 2007.  |
| Japan                  | 10. listopada 2007. |
| Brazil                 | 29. listopada 2007. |
| Ujedinjeno Kraljevstvo | 29. listopada 2007. |
| Europa                 | 2. studenog 2007.   |
| Australija             | 15. prosinca 2007.  |